# وفاة كاترين دي كويبر
في مساء السابع عشر من ديسمبر 1991، اختفت مراهقة بلجيكية في أنت ويرب". لاحقًا بستة أشهر، وجدوا جثتها في الميناء. في 2006، اعتقلوا رجلًا في الخامسة والثلاثين من كيسيل، واتهموه باختطافها وقتلها. كان قد كتب إلى مجلةٍ وقال إنه كان معها ليلة اختفائها. أطلقوا سراحه بعد أربعة أشهر لعدم كفاية الأدلة. لم تحل القضية حتى الآن.